# AD (gruppo musicale)
Gli AD sono stati un gruppo rock statunitense nato nel 1983, fondato dagli ex membri dei Kansas Kerry Livgren, Dave Hope e Warren Ham Sono state tra le band più rappresentative del filone Christian rock negli anni 1980, quando il genere incominciò il suo declino.

## Discografia
- 1985 - Art of the State
- 1987 - Reconstructions

## Formazione

### Ultima
- Michael Gleason - voce, tastiera
- Kerry Livgren - chitarra
- Dave Hope - basso
- Dennis Holt - batteria

### Membri precedenti
- Warren Ham, voce, sassofono, armonica (1986-1988)